# أم الطيور (السودان)
أم الطيور قرية سودانية بولاية نهر النيل تتبع لمحلية عطبرة تقع على الضفة الغربية لنهر النيل إلى الشمال من العاصمة الخرطوم بحوالي 300 كيلومتر في أقصى شمال دار قبيلة الجعليين وتحدها من الشمال قرية الفاضلاب ومن الجنوب قرية الحسبلاب ومن الشرق نهر النيل ومن الغرب على بعد 20 كم تقع محاجر الحجر الجيري وهي المادة الخام لصناعة الأسمنت حيث يوجد العديد من مصانع الأسمنت هناك وكان سكان هذه القرية يستخدمون البنطون لعبور النيل للتواصل مع مدينتي عطبره والدامر (والبنطون -أو المعدية - وسيلة للنقل النهري مزودة بماكينة أكبر من المراكب الشراعية وأصغر من البواخر). وفي العام 2009 تم إنشاء جسر أم الطيور العكد، والذي افتتحه الرئيس المخلوع عمر البشير مما سهل العبور بين ضفتي النهر بعد أن كان هاجساً للمواطنين ومقيداً لحركتهم .

## التقسيم الإداري
إدارياً كانت تتبع لمجلس ريفى الزيداب ثم تحولت إلى عاصمة لمحلية سولا التي نشأت في التسعينيات ثم أصبحت الآن جزءاً من محلية عطبرة وتقسم إلى ثلاث وحدات كما يلى:
1. أم الطيور الشمالية وتضم قريتى التنقاوى والنمراب والغابة
2. أم الطيور وسط وتعرف باسم القيزان
3. أم الطيور جنوب وتعرف باسم الدبيبة

## المؤسسات والمرافق
عدد (12) مدرسة
و (8) مساجد
و (5) مراكز صحية ومستشفى السلام الجامعي
ويوجد بها الطريق الغربي من أم درمان إلى الشمالية ماراً بها
ويمر بها طريق عطبرة مروى
ويوجد بها الكثير من مصانع الإسمنت والسيراميك
وأغلبية المادة الخام لمصانع السلام ومصنع إسمنت عطبرة (الحجر الجيري) من هذه المنطقة.